# Edwin Stanton
Edwin McMasters Stanton (19. prosince 1814 – 24. prosince 1869) byl americký právník a politik, ministr války v Lincolnově vládě po většinu trvání americké občanské války. Stantonovo ministerstvo pomohlo zorganizovat obrovské vojenské zdroje Severu a vést Unii k vítězství. Byl však kritizován mnoha unijními generály, kteří ho vnímali jako nadměrně opatrného a starajícího se o přílišné drobnosti. Stanton pak organizoval také pátrání po vrahovi Abrahama Lincolna, Johnu Wilkesovi Boothovi.
Po atentátu na Lincolna zůstal Stanton během prvních let rekonstrukce ministrem války pod novým americkým prezidentem Andrewem Johnsonem. Stavěl se proti mírné politice Johnsona vůči bývalým státům Konfederace. Johnsonův pokus o propuštění Stantona nakonec vedl k tomu, že Johnson ve Sněmovně reprezentantů čelil impeachmentu ze strany radikálních republikánů. Stanton se po odchodu z ministerstva vrátil k právnické profesi. V roce 1869 byl Stanton Johnsonovým nástupcem Ulyssesem S. Grantem nominován za člena Nejvyššího soudu, ale zemřel čtyři dny poté, co jeho nominaci potvrdil Senát.